# Bamba (cratera)
Bamba é uma cratera marciana. Tem como característica 23 quilômetros de diâmetro. Deve o seu nome a Bamba, uma localidade na República Democrática do Congo.